# Radisne
Radisne (ukrainien : Радісне, russe : Радостное) est une commune urbaine de l'oblast d'Odessa, en Ukraine. Elle compte 1 530 habitants en 2021.